# Sindaci di Lucca
Di seguito l'elenco cronologico dei sindaci di Lucca e delle altre figure apicali equivalenti che si sono succedute nel corso della storia.

## Principato di Lucca e Piombino (1805-1815)
Presidenti municipali
| Presidente municipale | Dal            | Al             |
| --------------------- | -------------- | -------------- |
| Ottavio Boccella      | 1º aprile 1806 | 4 ottobre 1806 |
| Iacopo Sardini        | 4 ottobre 1806 | 10 agosto 1807 |

Maire
| Sindaco                      | Dal              | Al               |
| ---------------------------- | ---------------- | ---------------- |
| Michele Giannelli            | 10 agosto 1807   | 3 settembre 1809 |
| Ascanio Mansi                | 1º ottobre 1809  | 15 febbraio 1814 |
| Sebastiano Motroni Andreozzi | 15 febbraio 1814 | 30 novembre 1815 |

## Ducato di Lucca (1815-1847)
Gonfalonieri
| Gonfaloniere              | Dal              | Al              |
| ------------------------- | ---------------- | --------------- |
| Ascanio Mansi             | 30 novembre 1815 | 3 gennaio 1816  |
| Gregorio Minutoli         | 3 gennaio 1816   | 22 gennaio 1816 |
| Michele Giannelli         | 22 gennaio 1816  | 11 aprile 1818  |
| Giovan Battista Fatinelli | 11 aprile 1818   | 15 giugno 1822  |
| Niccolao Giorgini         | 15 giugno 1822   | 30 marzo 1840   |
| Tommaso Sergiusti         | 30 marzo 1840    | 18 aprile 1848  |

## Granducato di Toscana (1847-1859)
Gonfalonieri
| Gonfaloniere              | Dal              | Al               |
| ------------------------- | ---------------- | ---------------- |
| Giovan Battista Mazzarosa | 18 aprile 1848   | 23 febbraio 1849 |
| Salvatore Tabarracci      | 23 febbraio 1849 | 28 marzo 1849    |
| Pietro Simi               | 28 marzo 1849    | 27 aprile 1849   |
| Giovan Battista Mazzarosa | 27 aprile 1849   | 29 novembre 1849 |
| Tommaso Sergiusti         | 29 novembre 1849 | 21 maggio 1850   |
| Carlo De Nobili           | 21 maggio 1850   | 13 aprile 1854   |
| Cesare Bernardini         | 13 aprile 1854   | 27 maggio 1859   |

## Regno d'Italia (1859-1946)
Gonfalonieri nominati dal governo (1859-1865)
| Sindaco         | Dal              | Al               | Carica           |
| --------------- | ---------------- | ---------------- | ---------------- |
| Paolo Sinibaldi | 27 maggio 1859   | 30 novembre 1863 | Gonfaloniere     |
| Basilio Gianni  | 30 novembre 1863 | 2 gennaio 1864   | facente funzioni |
| Basilio Gianni  | 2 gennaio 1864   | 3 agosto 1865    | Gonfaloniere     |

Sindaci nominati dal governo (1865-1889)
| Sindaco            | Dal               | Al                | Carica                       |
| ------------------ | ----------------- | ----------------- | ---------------------------- |
| Raffaele Lombardi  | 3 agosto 1865     | 3 agosto 1865     | Assessore anziano            |
| Francesco Scatena  | 3 agosto 1865     | 15 settembre 1865 | facente funzioni             |
| Cesare Bernardini  | 16 settembre 1865 | 2 ottobre 1865    | facente funzioni             |
| Demetrio Del Prete | 3 ottobre 1865    | 13 maggio 1870    | Sindaco                      |
| Cesare Bernardini  | 14 maggio 1870    | 17 settembre 1870 | facente funzioni             |
| Demetrio Del Prete | 18 settembre 1870 | 31 ottobre 1870   | Sindaco                      |
| Traiano Nova       | 1º novembre 1870  | 1º febbraio 1871  | Regio delegato straordinario |
| Giovanni Paoli     | 1º febbraio 1871  | 28 novembre 1871  | facente funzioni             |
| Cesare Giorgetti   | 29 novembre 1871  | 6 settembre 1878  | Sindaco                      |
| Antonio Brugi      | 7 settembre 1878  | 10 settembre 1878 | facente funzioni             |
| Cesare Bernardini  | 11 settembre 1878 | 20 febbraio 1882  | facente funzioni             |
| Alessandro Tucci   | 20 febbraio 1878  | 25 dicembre 1883  | facente funzioni             |
| Achille Pucci      | 26 dicembre 1883  | 9 settembre 1884  | facente funzioni             |
| Achille Pucci      | 10 settembre 1884 | 2 maggio 1888     | Sindaco                      |
| Giuseppe Atti      | 3 maggio 1888     | 5 luglio 1888     | Regio delegato straordinario |
| Enrico Del Carlo   | 5 luglio 1888     | 18 novembre 1889  | facente funzioni             |

Sindaci eletti dal Consiglio comunale (1889-1926)
| Sindaco                   | Dal               | Al                | Carica                  |
| ------------------------- | ----------------- | ----------------- | ----------------------- |
| Enrico Del Carlo          | 16 novembre 1889  | 26 maggio 1896    | Sindaco                 |
| Carlo Pierantoni          | 26 maggio 1896    | 4 luglio 1896     | facente funzioni        |
| Carlo Pierantoni          | 4 luglio 1896     | 15 settembre 1897 | Sindaco                 |
| Stanislao Testoni         | 15 settembre 1897 | 27 settembre 1897 | Commissario prefettizio |
| Giulio Cesare Pampari     | 27 settembre 1897 | 3 gennaio 1898    | Commissario regio       |
| Cesare Spada Cenami       | 3 gennaio 1898    | 8 gennaio 1898    | facente funzioni        |
| Carlo Pierantoni          | 8 gennaio 1898    | 26 luglio 1899    | Sindaco                 |
| Giovanni Battista Carrara | 26 luglio 1899    | 24 ottobre 1899   | facente funzioni        |
| Giovanni Battista Carrara | 24 ottobre 1899   | 22 settembre 1900 | Sindaco                 |
| Giulio Lippi              | 22 settembre 1900 | 23 novembre 1900  | facente funzioni        |
| Giulio Lippi              | 23 novembre 1900  | 1º settembre 1903 | Sindaco                 |
| Narciso Giannini          | 1º settembre 1903 | 10 settembre 1903 | facente funzioni        |
| Giuseppe Tucci            | 10 settembre 1903 | 14 novembre 1903  | facente funzioni        |
| Massimo Del Carlo         | 14 novembre 1903  | 5 settembre 1906  | Sindaco                 |
| Ippolito De Gaetani       | 5 settembre 1906  | 20 settembre 1906 | Commissario regio       |
| Lelio Chicca              | 19 novembre 1906  | 9 maggio 1910     | Sindaco                 |
| Roberto Cassano           | 9 maggio 1910     | 28 giugno 1910    | Commissario prefettizio |
| Giulio Cesare Ballerini   | 22 giugno 1910    | 9 ottobre 1911    | Sindaco                 |
| Massimo Del Carlo         | 25 ottobre 1911   | 14 marzo 1912     | facente funzioni        |
| Antonio Argenti           | 19 marzo 1912     | 28 ottobre 1912   | Commissario prefettizio |
| Massimo Del Carlo         | 28 ottobre 1912   | 1º marzo 1919     | Sindaco                 |
| Carlo Santini             | 1º marzo 1919     | 18 aprile 1919    | facente funzioni        |
| Umberto Teghini           | 18 aprile 1919    | 8 luglio 1920     | Sindaco                 |
| Roberto Cassano           | 8 luglio 1920     | 14 luglio 1920    | Commissario prefettizio |
| Giulio Bertoldi           | 14 luglio 1920    | 1º settembre 1920 | Commissario prefettizio |
| Francesco Gay             | 1º settembre 1920 | 22 novembre 1920  | Commissario prefettizio |
| Pietro Pfanner            | 17 novembre 1920  | 19 aprile 1922    | Sindaco                 |
| Lorenzo Del Prete         | 2 maggio 1922     | 2 marzo 1923      | Sindaco                 |
| Ildebrando Merlo          | 2 marzo 1923      | 8 luglio 1923     | Commissario prefettizio |
| Mario Guidi               | 19 luglio 1923    | 31 dicembre 1926  | Sindaco                 |

Podestà nominati dal governo (1927-1944)
| Sindaco                 | Dal               | Al                | Carica                  |
| ----------------------- | ----------------- | ----------------- | ----------------------- |
| Mario Guidi             | 1º gennaio 1927   | 2 giugno 1927     | Podestà                 |
| Lorenzo Grossi          | 3 giugno 1927     | 13 novembre 1927  | facente funzioni        |
| Lorenzo Grossi          | 13 novembre 1927  | 10 giugno 1929    | Podestà                 |
| Gaspare Buscarino       | 10 giugno 1929    | 7 agosto 1929     | Commissario prefettizio |
| Alberto Moroni          | 7 agosto 1929     | 18 luglio 1930    | Commissario regio       |
| Guido Politi            | 18 luglio 1930    | 15 ottobre 1933   | Podestà                 |
| Arturo Giurlani         | 12 ottobre 1933   | 6 agosto 1934     | Commissario prefettizio |
| Ermete Grossi           | 6 agosto 1934     | 20 marzo 1935     | Commissario prefettizio |
| Pietro Minutoli Tegrimi | 18 marzo 1935     | 20 settembre 1939 | Podestà                 |
| Ermanno Colucci         | 20 settembre 1939 | 22 gennaio 1940   | Commissario prefettizio |
| Alpinolo Franci         | 22 gennaio 1940   | 3 maggio 1944     | Commissario prefettizio |
| Domenico Giannini       | 3 maggio 1944     | 5 settembre 1944  | Podestà                 |

Sindaci nominati dal Comitato di Liberazione Nazionale (1944-1946)
| Sindaco         | Dal              | Al             | Carica  |
| --------------- | ---------------- | -------------- | ------- |
| Gino Baldassari | 5 settembre 1944 | 24 aprile 1946 | Sindaco |

## Repubblica Italiana (dal 1946)
| Sindaci eletti dal Consiglio comunale (1946-1994)    | Sindaci eletti dal Consiglio comunale (1946-1994) | Sindaci eletti dal Consiglio comunale (1946-1994) | Sindaci eletti dal Consiglio comunale (1946-1994) | Sindaci eletti dal Consiglio comunale (1946-1994) | Sindaci eletti dal Consiglio comunale (1946-1994) | Sindaci eletti dal Consiglio comunale (1946-1994) | Sindaci eletti dal Consiglio comunale (1946-1994) | Sindaci eletti dal Consiglio comunale (1946-1994) |
| Nominativo                                           | Nominativo                                        | Partito                                           | Partito                                           | Partito                                           | Partito                                           | Mandato                                           | Mandato                                           | Elezione                                          |
| Nominativo                                           | Nominativo                                        | Partito                                           | Partito                                           | Partito                                           | Partito                                           | Inizio                                            | Fine                                              | Elezione                                          |
| ---------------------------------------------------- | ------------------------------------------------- | ------------------------------------------------- | ------------------------------------------------- | ------------------------------------------------- | ------------------------------------------------- | ------------------------------------------------- | ------------------------------------------------- | ------------------------------------------------- |
|                                                      | Ferdinando Martini                                |                                                   | Democrazia Cristiana                              | Democrazia Cristiana                              | Democrazia Cristiana                              | 24 aprile 1946                                    | 23 marzo 1948                                     | Elezione 1946                                     |
|                                                      | Umberto Giannini                                  |                                                   | Democrazia Cristiana                              | Democrazia Cristiana                              | Democrazia Cristiana                              | 23 marzo 1948                                     | 30 giugno 1951                                    | Elezione 1946                                     |
|                                                      | Tito Giovanni Marchetti                           |                                                   | Democrazia Cristiana                              | Democrazia Cristiana                              | Democrazia Cristiana                              | 30 giugno 1951                                    | 27 maggio 1956                                    | Elezione 1951                                     |
| 27 maggio 1956                                       | Tito Giovanni Marchetti                           | 26 novembre 1960                                  | Democrazia Cristiana                              | Democrazia Cristiana                              | Democrazia Cristiana                              | Elezione 1956                                     |                                                   |                                                   |
|                                                      | Italico Baccelli                                  |                                                   | Democrazia Cristiana                              | Democrazia Cristiana                              | Democrazia Cristiana                              | 27 novembre 1960                                  | 16 gennaio 1965                                   | Elezione 1960                                     |
|                                                      | Giovanni Martinelli                               |                                                   | Democrazia Cristiana                              | Democrazia Cristiana                              | Democrazia Cristiana                              | 17 gennaio 1965                                   | 27 agosto 1970                                    | Elezione 1964                                     |
| 27 agosto 1970                                       | Giovanni Martinelli                               | 18 dicembre 1972                                  | Democrazia Cristiana                              | Democrazia Cristiana                              | Democrazia Cristiana                              | Elezione 1970                                     |                                                   |                                                   |
|                                                      | Mauro Favilla                                     |                                                   | Democrazia Cristiana                              | Democrazia Cristiana                              | Democrazia Cristiana                              | Elezione 1970                                     | 19 dicembre 1972                                  | 23 luglio 1975                                    |
| 23 luglio 1975                                       | Mauro Favilla                                     | 8 giugno 1980                                     | Democrazia Cristiana                              | Democrazia Cristiana                              | Democrazia Cristiana                              | Elezione 1975                                     |                                                   |                                                   |
| 8 giugno 1980                                        | Mauro Favilla                                     | 27 novembre 1984                                  | Democrazia Cristiana                              | Democrazia Cristiana                              | Democrazia Cristiana                              | Elezione 1980                                     |                                                   |                                                   |
|                                                      | Franco Antonio Fanucchi                           |                                                   | Democrazia Cristiana                              | Democrazia Cristiana                              | Democrazia Cristiana                              | Elezione 1980                                     | 28 novembre 1984                                  | 31 luglio 1985                                    |
|                                                      | Piero Baccelli                                    |                                                   | Democrazia Cristiana                              | Democrazia Cristiana                              | Democrazia Cristiana                              | 31 luglio 1985                                    | 30 marzo 1988                                     | Elezione 1985                                     |
|                                                      | Mauro Favilla                                     |                                                   | Democrazia Cristiana                              | Democrazia Cristiana                              | Democrazia Cristiana                              | 30 marzo 1988                                     | 1º dicembre 1988                                  | Elezione 1985                                     |
|                                                      | Franco Antonio Fanucchi                           |                                                   | Democrazia Cristiana                              | Democrazia Cristiana                              | Democrazia Cristiana                              | 1º dicembre 1988                                  | 18 luglio 1990                                    | Elezione 1985                                     |
|                                                      | Arturo Pacini                                     |                                                   | Democrazia Cristiana                              | Democrazia Cristiana                              | Democrazia Cristiana                              | 9 agosto 1990                                     | 19 ottobre 1993                                   | Elezione 1990                                     |
|                                                      | Claudio Giannotti (Commissario prefettizio)       | –                                                 | –                                                 | –                                                 | –                                                 | 30 novembre 1993                                  | 12 luglio 1994                                    | –                                                 |
| Sindaci eletti direttamente dai cittadini (dal 1994) |                                                   |                                                   |                                                   |                                                   |                                                   |                                                   |                                                   |                                                   |
| Nominativo                                           | Nominativo                                        | Partito                                           | Partito                                           | Coalizione                                        | Coalizione                                        | Mandato                                           | Mandato                                           | Elezione                                          |
| Nominativo                                           | Nominativo                                        | Partito                                           | Partito                                           | Coalizione                                        | Coalizione                                        | Inizio                                            | Fine                                              | Elezione                                          |
|                                                      | Giulio Lazzarini                                  |                                                   | Cristiano Sociali                                 |                                                   | PDS-PPI                                           | 12 luglio 1994                                    | 8 giugno 1998                                     | Elezione 1994                                     |
|                                                      | Pietro Fazzi                                      |                                                   | Forza Italia                                      |                                                   | FI-AN-CCD                                         | 8 giugno 1998                                     | 28 maggio 2002                                    | Elezione 1998                                     |
|                                                      | Pietro Fazzi                                      | FI-AN-UDC                                         | Forza Italia                                      | 28 maggio 2002                                    | 6 giugno 2006                                     | Elezione 2002                                     |                                                   |                                                   |
|                                                      | Francesco Lococciolo (Commissario prefettizio)    | –                                                 | –                                                 | –                                                 | –                                                 | 6 giugno 2006                                     | 12 giugno 2007                                    | –                                                 |
|                                                      | Mauro Favilla                                     |                                                   | Forza Italia                                      |                                                   | FI-AN/PdL-UDC                                     | 13 giugno 2007                                    | 22 maggio 2012                                    | Elezione 2007                                     |
|                                                      | Alessandro Tambellini                             |                                                   | Partito Democratico                               |                                                   | PD-SEL-FdS-IdV                                    | 22 maggio 2012                                    | 26 giugno 2017                                    | Elezione 2012                                     |
|                                                      | Alessandro Tambellini                             | PD-L. civiche                                     | Partito Democratico                               | 26 giugno 2017                                    | 27 giugno 2022                                    | Elezione 2017                                     |                                                   |                                                   |
|                                                      | Mario Pardini                                     |                                                   | Indipendente                                      |                                                   | FdI-Lega-FI-UdC-L. civiche                        | 27 giugno 2022                                    | in carica                                         | Elezione 2022                                     |